# 第二國度系列

二之国系列的Logo

《第二國度》是一個由日本LEVEL-5製作發行的电子角色扮演游戏系列。遊戲邀請了吉卜力工作室協助遊戲製作，音樂由久石讓負責編寫。

## 作品
- 第二國度 漆黑的魔導士 － 在2010年12月發售的任天堂DS專用遊戲軟體。遊戲包含了一本實體的書籍，書中提供了稱為「ROON」的紋章圖案，玩者可在DS觸控螢幕上使用觸控筆進行描繪，使用各種不同的魔法力量。
- 第二國度 Hotroit Stories － 以行動電話為發行平台的遊戲。在日本透過NTT DoCoMo的i-mode配信發行。內容是以奧利佛的家鄉汽車工業城Hotroit（ホットロイト）為舞台的角色扮演遊戲。在2010年12月9日推出「第一章～奧利佛和馬克」（第1章〜オリバーとマーク）。
- 第二國度 白色聖灰的女王 － 於2011年11月在日本發售的PlayStation 3專用遊戲軟體。最大的特色是利用即時運算的3D畫面表現出吉卜力工作室的動畫風格，動畫影片則是沿用自《漆黑的魔導士》。
- 第二國度II 王國再臨 － 于2018年3月23日在PlayStation 4和Windows上推出的角色扮演游戏。于2015年12月的PSX会议上首次公布。
- 二之國 交錯世界 － 于2021年夏季在Android和iPhone手機推出。2021年4月14日開啓事前預約，2021年6月7日開放雙平台預先下載，2021年6月8日上午9時正式開服。

## 製作
《第二國度》系列是由製作過《勇者鬥惡龍IX》、《雷頓教授系列》和《閃電十一人系列》等遊戲作品的LEVEL-5企劃、製作，公司的社長日野晃博擔任場景設計、總監督的工作。動畫部分由吉卜力工作室製作，百瀨義行擔任動畫導演。音樂則是由久石讓譜寫，並請來日本歷史最長的東京愛樂交響樂團（東京フィルハーモニー交響楽団）演奏。
任天堂DS和PS3版本的《第二國度》也起用了多位日本的知名演員來為遊戲角色配音，包括多部未華子（主角奧利佛）、長澤雅美（瑪露）、古田新太（小滴）、大泉洋（賈羅）、八嶋智人（喵達爾14世）等。PS3版本則較DS版多了蘆田愛菜、比嘉愛未以及雙人諧星組合「美國螯蝦」加入配音陣容。另外，溝端淳平也參與配音（在2011年11月的宣傳片上公佈）
遊戲的主題曲是《心のかけら》（心的碎片），由久石讓作曲、鈴木麻實子作詞，久石讓的女兒藤澤麻衣演唱。

## 動畫電影
以遊戲世界觀創作的動畫電影版本，是由OLM動畫室製作於2019年8月23日上映，並同樣由百瀨義行擔任導演、久石讓創作配樂。

## 資料來源
1. ↑  Sam. . 巴哈姆特電玩資訊站. 2011年8月25日  [2011年11月27日]. （原始内容存档于2019年6月18日）.
2. ↑  . Eiga.COM.   [2019年7月3日]. （原始内容存档于2020年11月27日）.

## 外部連結
- 官方网站：日本、北美